# Joseph Franklin Siler
Joseph Franklin Siler (1875 - 1960) foi um médico norte-americano que serviu no Exército dos Estados Unidos e ficou conhecido por pesquisas sobre o papel de mosquitos na transmissão da dengue nas Filipinas.